# Medizin-Enzyklopädie
Eine Medizin-Enzyklopädie oder ein medizinisches Nachschlagewerk ist eine Enzyklopädie zu medizinischen Fragestellungen. Ein solches Nachschlagewerk enthält üblicherweise umfangreiche alphabetische Informationen über Krankheiten sowie über ihre Diagnostik, Therapie, Rehabilitation und Prävention. Medizin-Enzyklopädien informieren oftmals auch über Grundlagen der Medizin – wie etwa über Anatomie, Physiologie, Pathologie – oder über die Medizingeschichte und die Entwicklung medizinischer Technologien.
Medizin-Enzyklopädien enthalten häufig umfangreiches Bildmaterial sowie Animationen und Videos, wenn es sich um ein Internetangebot handelt.
Daneben gibt es zahlreiche Lexika medizinischer Abkürzungen, zum Beispiel von Rolf Heister im Schattauer Verlag, von der Firma Sandoz AG mit 8 Auflagen von 1978 bis 1991, von Marc Deschka im Kohlhammer Verlag und von Herbert Dräger im Thieme-Verlag. Außerdem gibt es viele andere Nachschlagewerke ohne alphabetische Gliederung, zum Beispiel das Merck Manual (MSD-Manual der Diagnostik und Therapie), in gedruckter Auflage zuletzt 2018 als 20. Auflage bei Merck & Co. mit Online-Versionen in zehn Sprachen.

## Ausgewählte Medizin-Enzyklopädien im Internet

### NEL (Norwegen), Lægehåndbogen (Dänemark), Medibas (Schweden), Deximed (Deutschland)
Lægehåndbogen (“Ärzte-Handbuch”) und Patienthåndbogen ("Patienten-Handbuch) sind zwei dänische, aufeinander inhaltlich abgestimmte Medizin-Enzyklopädien, die von den dänischen Regionen kostenfrei für jedermann im Internet zur Verfügung gestellt werden. Lægehåndbogen enthält Fachinformationen primär für Allgemeinmediziner, aber auch für andere Gesundheitsberufe. Patienthåndbogen richtet sich an Patienten und die allgemeine Öffentlichkeit. Die Informationen beider Angebote berücksichtigen die Grundsätze der evidenzbasierten Medizin. Grundlage der dänischen Nachschlagewerke ist die norwegische Medizin-Enzyklopädie Norsk Elektronisk Legehåndbok NEL ("Norwegisches elektronisches Ärzte-Handbuch"), die als kostenpflichtiges Abonnement verfügbar ist. NEL wird in Schweden in einer adaptierten Version unter der Bezeichnung Medibas vertrieben. Eine deutschsprachige Ausgabe unter der Bezeichnung Deximed ("Deutsche Experteninformation Medizin") in Zusammenarbeit mit der Deutschen Gesellschaft für Allgemeinmedizin und Familienmedizin (DEGAM) wurde am 3. März 2016 veröffentlicht.

### MedlinePlus (USA)
MedlinePlus ist eine der umfangreichsten englischsprachigen Medizin-Enzyklopädien. Es handelt sich um ein nicht-kommerzielles, kostenfreies Internetportal der National Library of Medicine der USA, das Gesundheitsinformationen für Patienten, Angehörige der Gesundheitsberufe und die allgemeine Öffentlichkeit zur Verfügung stellt. Auch bekannt als A.D.A.M (Animated Dissection of Anatomy for Medicine) Medical Encyclopedia.

### Weitere
- Altmeyers Enzyklopädie (28.000 Fachartikel aus der Dermatologie, Online)[7]
- WebMD, amerikanischer Online-Dienst
- MedicineNet, seit 2004 zu WebMD gehörig

## Gedruckte Fachwörterbücher der Medizin in deutscher Sprache
Die Sortierung erfolgt chronologisch nach der Erstausgabe.
- Ludwig August Kraus: Kritisch-etymologisches medicinisches Lexikon. Erstausgabe 1821. 3. Auflage. Verlag der Deuerlich- und Dieterichschen Buchhandlung, Göttingen 1844 (archive.org).
- Dietrich Wilhelm Heinrich Busch, Johann Friedrich Dieffenbach, Ernst Horn, Johann Christian Jüngken, Heinrich Friedrich Link, Johannes Müller, Emil Osann (Hrsg.): Encyclopädisches Wörterbuch der medicinischen Wissenschaften. 37 Bände, Verlag von Veit et Comp., Berlin 1832–1945. Zahlreiche Reprints.
- Otto Roth: Klinische Terminologie. Zusammenstellung der zur Zeit in der klinischen Medizin gebräuchlichen technischen Ausdrücke mit Erklärung ihrer Bedeutung und Ableitung
  - 1. Auflage, Klinische Terminologie (Terminologia clinica), von Otto Roth, Verlag Eduard Besold, Erlangen 1878, 370 Seiten, Nachdruck ISBN 978-0-543-81651-1.
  - 2. Auflage, Klinische Terminologie, von Hermann Gessler, Verlag Eduard Besold, Erlangen 1884, 421 Seiten, Nachdruck ISBN 978-3-7446-0568-7.
  - 3. Auflage, Klinische Terminologie, von Hermann Gessler und Roderich Stintzing, Verlag Eduard Besold, Erlangen 1889, 500 Seiten, Nachdruck ISBN 978-3-7434-5488-0.
  - 4. Auflage, Klinische Terminologie, von Hermann Gessler und Roderich Stintzing, Verlag Eduard Besold, Leipzig 1893, 522 Seiten, Nachdruck ISBN 978-3-7446-0558-8.
  - 5. Auflage, Klinische Terminologie, von Hermann Gessler, Verlag von Arthur Georgi, Leipzig 1897, 556 Seiten
  - 6. Auflage, Klinische Terminologie, von Hermann Vierordt, Verlag von Arthur Georgi, Berlin 1902, 590 Seiten
  - 7. Auflage, Klinische Terminologie, von Hermann Vierordt, Georg Thieme Verlag, Leipzig 1908, 673 Seiten, Nachdruck ISBN 978-3-7501-6507-6.
  - 8. Auflage, Klinische Terminologie, von Ernst Oberndörffer, Georg Thieme Verlag, Leipzig 1914, 484 Seiten
  - 9. Auflage, Klinische Terminologie, von Franz Dörbeck, Georg Thieme Verlag, Leipzig 1919
  - 10. Auflage, Klinische Terminologie, von Karl Doll und Hermann Doll, Georg Thieme Verlag, Leipzig 1925, 576 Seiten
- Real-Encyclopädie der gesammten Heilkunde (Untertitel: Medizinisch-chirurgisches Handwörterbuch für praktische Ärzte) von Albert Eulenburg, vier Auflagen von 1880 bis 1938, Verlag Urban & Schwarzenberg, insgesamt 118 Bände.
- Albert Villaret (Hrsg.): Handwörterbuch der gesamten Medizin, 2 Bände, Stuttgart: Ferdinand Enke, Band 1, 1888, Band 2, 1891, 2. Auflage 1899, 1900
- Anton Bum (Hrsg.): Therapeutisches Lexikon für praktische Ärzte, Urban & Schwarzenberg, Wien, 1891 (1. Auflage, 1814 Spalten), 1893, 3. Auflage 1899, 1900 (2 Bände)
- Anton Bum, Albert Adamkiewicz, Moritz Tobias Schnirer u. a. (Hrsgl): Diagnostisches Lexikon für praktische Ärzte, Urban & Schwarzenberg 1893
  - Zusammen erschienen als: K. Bruhns, A. Bum, S. Gottschalk, W. Kausch,  F. Klemperer, A. Straßer (Hrsg.): Diagnostisch-Therapeutisches Lexikon für praktische Ärzte. 3 Bände, Urban & Schwarzenberg, 1907
- Willibald Pschyrembel: Klinische Wörterbücher (vorher seit 1894 von Otto Dornblüth): aktuell 269. Auflage, Verlag Walter de Gruyter, Berlin / Boston 2023, ISBN 978-3-11-078334-6, 30.000 Stichwörter.
- Heinrich Bechhold: Bechhold's Handlexikon der Naturwissenschaften und Medizin, Frankfurt: Bechhold 1894 (in einem Band, bearbeitet von  A. Velde, W. Schauf, G. Pulvermacher, L. Mehler, V. Löwenthal, C. Eckstein, J. Bechhold und G. Arends, 1127 Seiten), 2 Bände,  Frankfurt 1919, 1923
- Walter Guttmann: Medizinische Terminologie. 35 Auflagen von 1902 bis 1952, Verlag Urban & Schwarzenberg. 35. Auflage, München / Berlin 1951. Der Name des jüdischen Autors Guttmann, der das Werk zudem ab 1930 unter dem Pseudonym Walter Marle bearbeitete, wurde ab 1941 unterdrückt und durch den Bearbeiter Herbert Volkmann ersetzt. Die drei letzten Auflagen wurden von Kurt Hoffmann bearbeitet.
- Emil Laurent: Terminologie medicale en huit langues: lexicum medicum polyglottum, Terminologie medicale en huit langues : Francais, latinum, deutsch, English, italiano, espanol, portuguez, russkii. Verlag Maloine, Paris 1906.
- Wilhelm Kühn: Neues medizinisches Fremdwörterbuch. 3. Auflage. Verlag von Krüger & Co., Leipzig 1913. In Blindenschrift (2 Bände): Blindenstudienanstalt, Marburg 1936.
- Fritz Giese: Psychologisches Wörterbuch, dann Dorsch – Psychologisches Wörterbuch, jetzt: Dorsch – Lexikon der Psychologie
  - 1. Auflage, B. G. Teubner Verlag, Leipzig / Berlin 1921, 172 Seiten
  - 2. Auflage, B. G. Teubner Verlag, Leipzig / Berlin 1928
  - 3. Auflage, Carl Marhold Verlag, Halle an der Saale 1935
  - 4. Auflage, Dorsch-Giese, begründet von Fritz Giese, neubearbeitet von Friedrich Dorsch, 296 Seiten
    - Verlag Marius Matthiesen, Tübingen 1950
    - Schwabe Verlag, Basel 1951
    - Verlag Hans F. Menck, Frankfurt am Main 1952

  - 5. Auflage
  - 6. Auflage, Richard Meiner Verlag, Hamburg 1959; auch: Hans Huber Verlag, Bern 1959; auch: Heenemann Verlag, Berlin 1959, 488 Seiten
  - 7. Auflage, unter Mitarbeit von Werner Traxel, Richard Meiner Verlag, Hamburg 1963; auch: Hans Huber Verlag, Bern 1963, 552 Seiten
  - 8. Auflage, Richard Meiner Verlag, Hamburg 1970; auch: Hans Huber Verlag, Bern 1970, ISBN 978-3-7873-0169-0, 658 Seiten
  - 9. Auflage, Hans Huber Verlag, Bern / Stuttgart / Wien 1976, ISBN 978-3-456-80320-3, 774 Seiten
  - 10. Auflage, Hans Huber Verlag, Bern / Stuttgart / Wien 1982, ISBN 978-3-456-81209-0, 882 Seiten
  - 11. Auflage, fortgeführt von Friedrich Dorsch, Hartmut Otto Häcker, Kurt-Hermann Stapf (Hrsg.): Dorsch – Psychologisches Wörterbuch. Verlag Hans Huber, Bern / Stuttgart / Toronto 1987, Nachdruck 1992, ISBN 3-456-81614-6, 921 Seiten
  - 12. Auflage, Verlag Hans Huber, Bern / Göttingen / Toronto / Seattle 1994, ISBN 978-3-456-82497-0, 1068 Seiten
  - 13. Auflage, Hartmut Otto Häcker (Hrsg.), Verlag Hans Huber, Bern / Göttingen / Toronto / Seattle 1998, ISBN 978-3-456-83007-0, 1166 Seiten
  - 14. Auflage, Hartmut Otto Häcker (Hrsg.), Verlag Hans Huber, Bern / Göttingen 2003, ISBN 978-3-456-83966-0, 1300 Seiten
  - 15. Auflage, Hartmut Otto Häcker (Hrsg.), Verlag Hans Huber, Bern 2009, ISBN 3-456-84684-3, 1266 Seiten
  - 16. Auflage, Markus Antonius Wirtz (Hrsg.), Verlag Hans Huber, Bern 2013, jetzt: Dorsch – Lexikon der Psychologie, ISBN 978-3-456-85234-8, 1984 Seiten
  - 17. Auflage, Markus Antonius Wirtz (Hrsg.), Verlag Hans Huber, Bern 2014, ISBN 978-3-456-85460-1, 2058 Seiten
  - 18. Auflage, Markus Antonius Wirtz (Hrsg.), Hogrefe Verlag, Bern 2017, ISBN 978-3-456-85643-8, 1945 Seiten
  - 19. Auflage, Markus Antonius Wirtz (Hrsg.), Hogrefe Verlag, Bern 2019; auch: Verlag Hans Huber, Bern 2020, ISBN 978-3-456-85914-9, 2032 Seiten
  - 20. Auflage, Markus Antonius Wirtz (Hrsg.), Hogrefe Verlag, Bern 2021, ISBN 978-3-456-86175-3, 2085 Seiten
- Julius Mahler: Kurzes Repetitorium der medizinischen Terminologie (medizinisches Taschenwörterbuch). 4. Auflage. Verlag von Johann Ambrosius Barth, Leipzig 1922, „unter Benützung der einschlägigen Literatur nach Bechhold, Dornblüth, Eulenburg, Guttmann, Kraus, Laurent, Michaelis, Roth-Oberndörffer,[8] Schreiber, Thomas, Villaret u. A.“.
- Josef Löbel (Hrsg.): Knaurs Gesundheits-Lexikon. Ein Handbuch der Medizin, Hygiene, Körperkultur und Schönheitspflege. Knaur, Berlin 1930. Ab 1939 Herbert Volkmann als Herausgeber, danach stand Löbel nicht mehr im Titel, sondern Volkmann. Populärwissenschaftlich.
- Eduard Strauß: Medizinische Fachsprache ... verständlich gemacht! 22. Auflage. 5000 Stichwörter, Alwin Fröhlich Verlag, Hamburg 1954.
- Maxim Zetkin, Herbert Schaldach: Wörterbuch der Medizin. Verlag Volk und Gesundheit, Erstausgabe Berlin 1956; 14. Auflage ebenda 1990. 2 Bände (Band 1, A–K. ISBN 3-333-00588-3; Band 2, L–Z. ISBN 3-333-00594-8); 15. Auflage: Ullstein Mosby, Berlin 1992, ISBN 3-86126-015-8, 16. Auflage unter dem Titel Lexikon der Medizin. Ullstein Medical, Wiesbaden 1999, ISBN 3-86126-126-X, 49.000 Stichwörter; 16. Auflage Lexikon der Medizin als Sonderausgabe. Elsevier, München, Fackelträger Verlag, ISBN 3-7716-4326-0, Köln ohne Jahr (2005). − Die ersten 13 (oder 14; die DDR wurde am 3. Oktober 1990 aufgelöst) Auflagen waren DDR-Ausgaben. Zusätzlich gab es Ausgaben in der Bundesrepublik Deutschland mit den Auflagenbezeichnungen 5 (1974), 6 (1980) und 7 (1990) als ein-, zwei- oder dreibändige Taschenbuch-Gemeinschaftsausgaben der Verlage Thieme in blau und dtv in rot mit teilweise abweichenden Erscheinungsjahren. Die bundesdeutsche Auflagennummerierung stimmt mit der DDR-Nummerierung nur für die fünfte Auflage überein.
- Karl Bogner: Medizinisches Wörterbuch (= Medizin von heute. Band 25). Tropon-Werke, Köln-Mülheim 1964, 120 Seiten.
- Reallexikon der Medizin und ihrer Grenzgebiete, herausgegeben von Günter Thiele und Heinz Walter, Verlag Urban & Schwarzenberg, 1966–1977, Loseblattsammlung in sechs Plastikordnern, auch gebundene Ausgabe in fünf Bänden. 250.000 Stichwörter.
- Duden – Wörterbuch medizinischer Fachbegriffe. 1. Auflage. 1968; 9. Auflage. Mannheim 2011, ISBN 978-3-411-04619-5, 35.000 Stichwörter. Die 10. Auflage 2021, ISBN 978-3-411-04837-3, umfasst ebenfalls 35.000 Stichwörter.
- Dagobert Tutsch (Hrsg.): Lexikon der Medizin. Verlag Urban & Schwarzenberg, ISBN 3-541-07081-1, München/Berlin/Wien 1975, 22.000 Stichwörter. Nachdrucke:
  - Das große Wörterbuch der Medizin. Vehling Verlag, Köln/Luzern/Wien ohne Jahr. 22.000 Stichwörter. Inhaltlich identisch mit dem Wörterbuch vom Verlag Manfred Pawlak.
  - Fachwörterbuch der Medizin. Verlag Manfred Pawlak, Herrsching 1984, ISBN 3-88199-163-8, 22.000 Stichwörter. Inhaltlich identisch mit dem Wörterbuch vom Vehling Verlag.
- Handlexikon der Medizin. Herausgegeben von Günter Thiele, vier Bände (A–E, F–K, L–R, S–Z), 1200 Abbildungen, Urban & Schwarzenberg, München/Wien/Baltimore ohne Jahr [1980]; Fortführung des Reallexikons der Medizin vom selben Verlag. Weitere Fortführung wohl als Roche Lexikon Medizin.
- Josef Hammerschmid-Gollwitzer: Wörterbuch der medizinischen Fachausdrücke. 300 Abbildungen, ISBN 3-88102-061-6, Wilhelm Goldmann Verlag, München 1981.
- Roche Lexikon Medizin. Herausgegeben von der Hoffmann-La Roche AG und Urban & Schwarzenberg.

1. Auflage, Bearbeitung von der Lexikon-Redaktion des Verlages Urban & Schwarzenberg, Leitung: Norbert Boss. München/Wien/Baltimore 1984, ISBN 3-541-11211-5, 1896 Seiten;
2. , neu bearbeitete Auflage, Bearbeitung von der Lexikon-Redaktion des Verlages Urban & Schwarzenberg, Leitung: Norbert Boss, Mitarbeiter Dagobert Tutsch et al., München/Wien/Baltimore 1987, ISBN 3-541-11212-3, 2025 Seiten
3. , neu bearbeitete Auflage, München [u. a.] 1993, Urban & Schwarzenberg, ISBN 3-541-11213-1, 1850 Seiten, 62.000 Begriffe, Buch, CD-Rom, (online);
4. , neu bearbeitete und erweiterte Auflage, Urban & Schwarzenberg, ISBN 978-3-541-17134-7, 1880 Seiten, 60.000 Stichwörter, 2000 Abbildungen, Buch CD-ROM
5. Auflage, Urban & Fischer, ISBN 3-437-15156-8, München, Jena 2003, 2086 Seiten, 62.000 Stichwörter.

- Georg Adolf Narciß: Knaurs Wörterbuch der Medizin. Droemer Knaur Verlag, München 1988, ISBN 3-426-26361-0, 12.000 Fachausdrücke.
- Hexal Taschenlexikon Medizin. Zusätzlich Spezialausgaben, zum Beispiel:
  - Renate Jäckle: Hexal Lexikon Orthopädie – Rheumatologie. Urban & Schwarzenberg 1992, ISBN 3-541-16421-2.
  - Pola Nawrocki: Salutas Lexikon Gynäkologie. Urban & Schwarzenberg 1993, ISBN 3-541-17341-6.
  - Hexal Taschenlexikon Medizin. 1. Auflage. Urban & Schwarzenberg, München / Wien / Baltimore 1994, ISBN 3-541-15946-4. (22.000 Stichwörter)
  - Hexal Taschenlexikon Medizin. 2. Auflage. Urban & Fischer, München / Jena 2000, ISBN 3-437-15010-3. (22.000 Stichwörter)
- Margaret Minker (Hrsg.): Wörterbuch der Medizin. Bassermann’sche Verlagsbuchhandlung, Niedernhausen 1999, ISBN 3-8094-0359-8, 368 Seiten.
- Nicole Schaenzler, Gabi Hoffbauer: Wörterbuch der Medizin. Südwest Verlag, München 2001, ISBN 3-517-06318-5. (6600 Stichwörter)
- Linus Geisler: Lexikon Medizin. Das Nachschlagewerk für Ärzte, Apotheker, Patienten. 4., neubearbeitete und erweiterte Auflage. Lexikon-Redaktion Elsevier GmbH München. Seit 2003 gehört der Fachverlag Urban & Fischer zu Elsevier. Sonderausgabe, Naumann & Göbel Verlagsgesellschaft, Köln ohne Jahr (2005), ISBN 3-625-10768-6 (60.000 Begriffe).[Anm 1]
- Peter Reuter: Springer Klinisches Wörterbuch 2007/2008. Springer-Verlag, Heidelberg 2007, ISBN 978-3-540-34601-2. (75.000 Stichwörter)
- Anna-Maria Seitz, Andrea Kurz (Hrsg.): Medizinische Fachwörter von L bis Z. Kleines Lexikon für Medizinstudierende. 2. Auflage. Urban & Fischer (Elsevier), 2019.

Tiermedizin
- Ekkehard Wiesner, Regine Ribbeck (Hrsg.): Wörterbuch der Veterinärmedizin, Gustav Fischer Verlag, Jena, 1. Auflage 1978, 2. Auflage 1983; Urban & Fischer, 3. Auflage 1991; Ferdinand Enke 4. Aufl. 2000.
- Ekkehard Wiesner (Hrsg.): Handlexikon der tierärztlichen Praxis. Ferdinand Enke, Stuttgart 2004, ISBN 3-432-28971-5.

## Gedruckte Fachwörterbücher der Medizin in englischer Sprache
- Merck Manual (außerhalb der USA und Kanadas MSD Manual, zuerst 1899, viele Übersetzungen, mit Online-Ausgabe, deutschsprachig: MSD-Manual der Diagnostik und Therapie),
- Stedman’s Medical Dictionary. 26. Auflage. Williams & Wilkins, Baltimore/München/Tokio 1995; 28. Auflage. 2005, ISBN 0-7817-3390-1 (107.000 Begriffe ); 29. Auflage: Stedman’s Medical Dictionary, North American Edition. 2013, ISBN 978-1-4511-7655-1 (englisch).
- Mosby's Dictionary of Medicine, Nursing and Health Professions. Elsevier, 10. Auflage (Hrsg. Marie T. O’Toole) 2017 (zuerst 1982 beim Verlag C. V. Mosby und nach diesem benannt, inzwischen von Elsevier übernommen, die ihn als Imprint weiterführen)

## Biographische Nachschlagewerke und Medizingeschichte
(Chronologisch)
- August Hirsch, Ernst Julius Gurlt (Hrsg.): Biographisches Lexikon der hervorragenden Ärzte aller Zeiten und Völker, Urban & Schwarzenberg, 6 Bände, 1884 bis 1888, 2. Auflage mit den Herausgebern Wilhelm Haberling, Franz Hübotter und Hermann Vierordt, 5 Bände und Ergänzungsband, Berlin/Wien 1929–1935, Nachdrucke 1962, 1967
- Julius Pagel: Biographisches Lexikon hervorragender Ärzte des neunzehnten Jahrhunderts, Urban & Schwarzenberg, Berlin/Wien 1901; unveränderter Neudruck Basel und München 1989.
- Isidor Fischer (Hrsg.): Biographisches Lexikon der hervorragenden Ärzte der letzten fünfzig Jahre, 2 Bände. Urban & Schwarzenberg, Berlin und Wien 1932–1933; 2. und 3., unveränderte Auflage München und Berlin 1962.
  - Ergänzungen von Peter Voswinckel: Biographisches Lexikon der hervorragenden Ärzte der letzten fünfzig Jahre. Band III Nachträge und Ergänzungen. Abu-Korn. Olms – Weidmannsche Verlagsbuchhandlung, Hildesheim 2002, ISBN 3-487-11659-6 (Bd. IV bislang nicht erschienen)
- C. C. Gillispie (Hrsg.): Dictionary of Scientific Biography, Scribner 1970 bis 1990
- F. H. Garrison, L. T. Morton (Hrsg.): Morton's Medical Bibliography. An annotated check-list of texts illustrating the history of medicine. 5. Auflage. Aldershot 1991
- Roderick E. McGrew (Hrsg.): Encyclopedia of Medical History. Palgrave Macmillan 1985
- Alma Kreuter: Deutschsprachige Neurologen und Psychiater, 3 Bände, K. G. Saur Verlag 1996
- Werner E. Gerabek, Bernhard D. Haage, Gundolf Keil, Wolfgang Wegner (Hrsg.): Enzyklopädie Medizingeschichte. 3 Bände, Verlag Walter de Gruyter, Berlin / New York 2005, ISBN 3-11-015714-4.
- Wolfgang U. Eckart, Christoph Gradmann (Hrsg.): Ärzte-Lexikon. 3. Auflage. Springer 2006
- Christoph Weißer: Chirurgen-Lexikon. 2000 Persönlichkeiten aus der Geschichte der Chirurgie. 1. Auflage. Springer 2019, ISBN 978-3-662-59237-3.